# Aweil
Cet article concerne la ville de Soudan du Sud. Pour l'ancien État du Soudan du Sud, voir Aweil (État).
Aweil est une ville du Soudan du Sud, capitale de l'État de Bahr el Ghazal du Nord, se trouvant à la confluence des rivières Lol et Pongo.   
Pendant la guerre d'indépendance du Sud Soudan qui amène des épisodes de famine, le 21 décembre 1989, alors que MSF agit dans le cadre de l'Opération Lifeline Sudan (OLS) des Nations-Unies, un avion d’Aviation sans frontières et Médecins sans Frontières est abattu à Aweil (Attentat d’Aweil contre Médecins sans frontières), par un missile peu après le décollage de l’avion. À son bord se trouvent 3 Français, Yvon Féliot, pilote d’Aviation sans frontières, Jean-Paul Bescond, médecin, et Laurent Fernet, logisticien, travaillant tous les deux pour Médecins sans frontières (MSF) ainsi que Frazer Ariyamba, technicien du Programme alimentaire mondial (PAM) . 

## Démographie
En temps normal, la population de la ville est d'environ 15 000 habitants, mais la population fluctue tout au long de l'année lorsque les villageois ruraux viennent chercher refuge dans la ville pendant les crues de la saison des pluies.
| Année              | Population |
| ------------------ | ---------- |
| 1973 (Recensement) | 17 773     |
| 1983 (Recensement) | 25 714     |
| 2008 (Estimation)  | 40 054     |